# Sitio de Jerusalén (701 a. C.)
El sitio de Jerusalén fue una campaña militar llevada a cabo por Senaquerib, rey de Asiria, en 701 a. C. Atacó las ciudades fortificadas del reino de Judá en una campaña de subyugación. Según los Anales de Senaquerib, después de capturar Laquis, él sitió Jerusalén (capital del reino de Judá), que es la única ciudad no mencionada como capturada. En la Biblia (2 Reyes 18-19), Senaquerib abandonó el sitio de Jerusalén tras sufrir fuertes pérdidas en su ejército.
Después de conquistar el Reino de Israel, el Imperio asirio se dirigió al sur para ocupar el Reino de Judá; según el prisma de Taylor, el rey asirio Senaquerib se apoderó de 45 ciudades amuralladas y otras poblaciones de menor tamaño en Judá, pero no logró superar las murallas en Jerusalén. Para tomar la capital, Senaquerib la sitió en 701 a. C. Finalmente, el rey Ezequías de Judá entrega las ciudades circundantes a Jerusalén, además de pagar tributo a Senaquerib, a cambio de permanecer en su trono como gobernante vasallo.

## Antecedentes
En 721 a. C., el ejército asirio capturó Samaria, la capital del reino norteño de Israel, llevando cautivos a sus habitantes. La virtual destrucción de Israel dejó al reino sureño, Judá, para valerse por sí mismo entre los reinos del Cercano Oriente en guerra. Después de la caída de Israel, los reyes de Judá trataron de extender su influencia y protección a aquellos habitantes que no habían sido exiliados. También buscaron extender su autoridad hacia el norte en áreas previamente controladas por el reino de Israel. El final del gobierno de Acaz y el inicio del de Ezequías fueron períodos de estabilidad durante los cuales Judá pudo consolidarse tanto política como económicamente. Aunque Judá era vasallo de Asiria durante este tiempo y pagaba un tributo anual al poderoso imperio, era el estado más importante entre Asiria y Egipto.
Cuando Ezequías se convirtió en rey de Judá, inició cambios religiosos generalizados, incluida la destrucción de los ídolos religiosos. Volvió a capturar las tierras ocupadas por los filisteos en el desierto de Néguev, formó alianzas con Ashkelon y Egipto, y se opuso a Asiria negándose a pagar tributo. En respuesta, Senaquerib atacó a Judá y puso sitio a Jerusalén.

## El sitio
Fuentes de ambos lados reclamaron la victoria, los autores bíblicos en el Tanaj y Senaquerib en su prisma. Senaquerib reclamó el asedio y la captura de numerosas ciudades de Judá, pero solo el sitio (no la captura) de Jerusalén.

### Narrativa bíblica

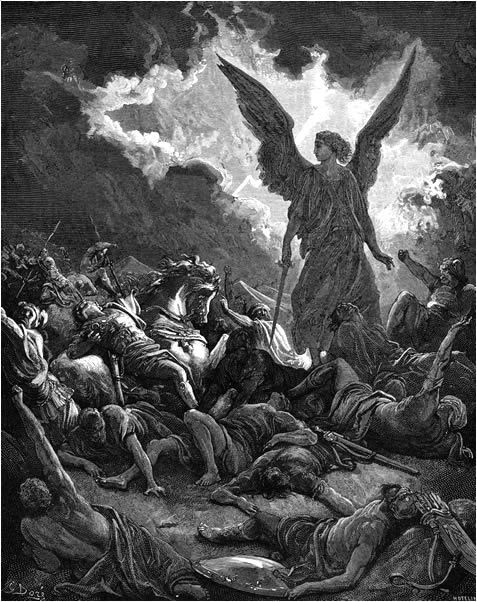
Grabado de Gustave Doré, representando la narrativa bíblica de un ángel destruyendo al ejército de Senaquerib a las puertas de Jerusalén.

La historia del asedio asirio se cuenta en los libros bíblicos de Isaías, Crónicas y Reyes. Cuando los asirios comenzaron su invasión, Ezequías comenzó los preparativos para proteger a Jerusalén. En un esfuerzo por privar de agua a los asirios, se bloquearon los manantiales fuera de la ciudad. Luego, los trabajadores cavaron un túnel (el Túnel de Ezequías) de 533 metros hasta el manantial de Gihón, proporcionando agua dulce a la ciudad. Los preparativos adicionales para el asedio incluyeron la fortificación de los muros existentes, la construcción de torres y la construcción de un nuevo muro de refuerzo. Ezequías reunió a los ciudadanos en la plaza y los animó recordándoles que los asirios poseían solo «el brazo de carne», pero los judíos tenían la protección de YHWH.
En 2 Reyes 18, mientras Senaquerib sitiaba a Laquis, recibió un mensaje de Ezequías ofreciendo pagar tributo a cambio de la retirada de Asiria. Según la Biblia hebrea, Ezequías pagó 300 talentos de plata y 30 talentos de oro a Asiria, un precio tan alto que se vio obligado a vaciar el templo y el tesoro real de plata y quitar el oro de los postes de las puertas del Templo de Salomón. Sin embargo, Senaquerib marchó sobre Jerusalén con un gran ejército. Cuando llegó la fuerza asiria, su comandante de campo Rabsaces trajo un mensaje de Senaquerib. En un intento de desmoralizar a los judíos, el comandante de campo anunció a la gente en las murallas de la ciudad que Ezequías los estaba engañando y que YHWH no podía librar a Jerusalén del rey de Asiria. Enumeró los dioses de otros pueblos derrotados por Senaquerib y luego preguntó: «¿Acaso alguno de los dioses de las naciones ha librado su tierra de la mano del rey de Asiria?».
Durante el asedio, Ezequías se vistió de cilicio (señal de duelo), pero el profeta Isaías le aseguró que la ciudad sería liberada y Senaquerib fracasaría. De la noche a la mañana, un ángel mató a 185.000 soldados asirios. Algunos eruditos creen que este número se ha transcrito incorrectamente, y un estudio sugiere que el número originalmente era de 5.180. Poco después, relata el asesinato de Senaquerib a manos de sus hijos.

### Registro asirio

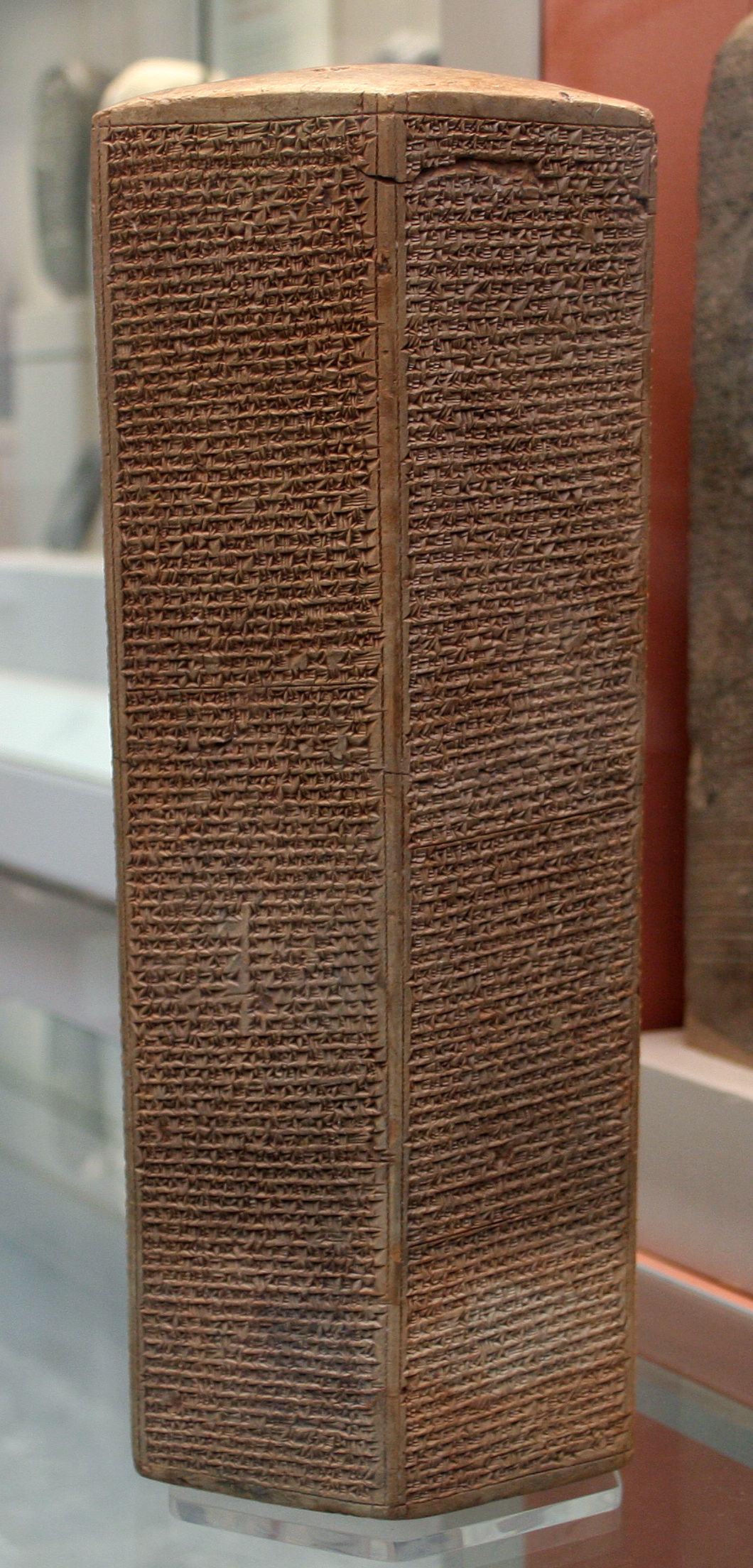
El Prisma de Jerusalén, parte de los Anales de Senaquerib, que narra la campaña contra Judá.

Los Anales de Senaquerib, que detallan los eventos de su campaña contra Judá, fue descubierto en las ruinas de Nínive en 1830, y ahora está almacenado en el Instituto Oriental de Chicago. El relato data aproximadamente del 690 a. C. El texto del prisma cuenta cómo Senaquerib destruyó 46 de las ciudades de Judá y atrapó a Ezequías en Jerusalén «como un pájaro enjaulado». El texto continúa describiendo cómo el «aterrador esplendor» del ejército asirio provocó que los árabes y los mercenarios que reforzaban la ciudad huyeran al desierto. Agrega que el rey asirio regresó a Asiria, donde más tarde recibió un gran tributo de Judá. Esta descripción inevitablemente varía un poco de la versión judía del Tanaj. Las bajas masivas asirias mencionadas en el Tanaj no se mencionan en la versión asiria.
Después de sitiar Jerusalén, Senaquerib pudo entregar las ciudades circundantes a los gobernantes vasallos asirios en Ecrón, Gaza y Ashdod. Su ejército aún existía cuando llevó a cabo campañas en 702 a. C. y entre 699 y 697 a. C., cuando realizó varias campañas en las montañas al este de Asiria, durante una de las cuales recibió tributo de los medos. En 696 y 695 a. C., envió expediciones a Anatolia, donde varios vasallos se habían rebelado tras la muerte de Sargón II. Alrededor de 690 a. C., hizo campaña en los desiertos del norte de Arabia, conquistando Dumat al-Jandal, donde se había refugiado la reina de los árabes.

### Otras teorías
Heródoto escribió que el ejército asirio fue invadido por ratones cuando atacó Egipto. Algunos eruditos bíblicos toman esto como una alusión de que el ejército asirio fue diezmado por una enfermedad transmitida por ratones o ratas, como la peste bubónica o peste septicémica. Incluso sin confiar en esa explicación, John Bright sugirió que fue una epidemia de algún tipo lo que salvó a Jerusalén.
En ¿What if?, una colección de ensayos sobre historia contrafactual, el historiador William H. McNeill especuló que los relatos de muertes masivas entre el ejército asirio en el Tanaj podrían explicarse por un brote de cólera (u otras enfermedades transmitidas por el agua), debido a que los manantiales más allá de las murallas de la ciudad habían sido bloqueados, privando así a la fuerza sitiadora de un suministro de agua potable.
Henry T. Aubin escribió en The Rescue of Jerusalem: The Alliance Between Hebrews and Africans in 701 B.C. que el ejército asirio fue derrotado por un ejército egipcio bajo el mando kushita (nubio).

## Consecuencias
El ensayo de Willian H. McNeill especula que la retirada asiria sirvió para apoyar la entonces nueva tradición monoteísta del judaísmo. Razona que el sitio asirio de Jerusalén tiene un significado histórico especial, argumentando que la aparente derrota de Sennacherib por YHWH apoyó la idea del monoteísmo, en una época en la que un pueblo conquistado típicamente adoptaba al dios o dioses de sus conquistadores, ya que los suyos no los habían protegido. La derrota extraordinaria de Senaquerib a causa de (como sugiere McNeill) una enfermedad que aún no se entendía, habría probado que YHWH era superior a los dioses de la nación más poderosa conocida entonces por los judíos, Asiria. McNeill concluye que si Senaquerib hubiera tomado la ciudad, los judíos podrían haber adoptado el politeísmo y, en consecuencia, las religiones abrahámicas no existirían.